# محمد عارف
محمد عارف (زادهٔ ۱ مهر ۱۳۴۰ در کازرون) - دانشیار دانشگاه و انسان‌شناس، نویسنده، کارگردان و عضو هیئت‌علمی دانشگاه و همچنین پژوهشگر برگزیده هنر دانشگاه‌های ایران و نامزد دریافت قلم طلایی بین‌المللی با فیلمنامه «روز تولد تو» است.

## آثار

### کتاب
عارف کتابهایی در زمینه انسان‌شناسی هنر نوشته است. کتاب کمیجان، سرزمین شگفت‌انگیز، تات‌ها و مادها در دانشگاه‌های ایران مورد توجه پژوهشگران انسان‌شناس و دپارتمان‌های تئاتر و سینمای مستند قرار گرفته است. عارف در زمینه انسان‌شناسی از پژوهشگران میدانی متکی بر نظریه‌های انسان‌شناسی پروفسور برانیسلاو مالینوفسکی است. دیدگاه وی به انسان‌شناسی لزوماً جنبه‌های فرهنگی و هنری است و روش شناختی او غالباً توصیفی تحلیلی ژرفانگرانه و یافته‌های او بر مبنای تجزیه و تحلیل محتوای کیفی منتشر گردیده است. کتاب‌های کمیجان و درخت گیان دو نمونه مطالعات میدانی در اقوام ترک‌زبان و تات‌ها و مادها و ارمن هاست که هر دو در زمینه قوم‌شناسی (اتنولوژی) از اهمیت ویژه‌ای برخوردارند. باران و بوران از دیگر کتاب‌های مطالعات میدانی مبتنی بر مصاحبه و مشاهده مشارکتی عارف در سال‌های جنگ ایران و عراق است. باران و بوران با ژانر طنز و کمدی‌های موقعیت نگاشته شده است. کتاب شور شیرین و جریره نیز دو کتاب دیگر عارف در زمینه نمایش و متکی بر کهن الگوهای ایران باستان است که دراماتیزه شده و مورد توجه کارگردانان قرار گرفته است. نمایشنامه پشت درهای خاکی یکی دیگر از نمایشنامه‌های چاپ شده عارف است که بالغ بر هیجده جایزه نخست جشنواره‌های تئاتر ایران را بخود اختصاص داده است. خاک خنده ریز از دیگر کتب عارف به‌شمار می‌آید که این نیز به طنز در جبهه‌ها پرداخته و در سال ۱۳۸۲ برنده جایزه نقدی و تقدیرنامه کتاب سال دفاع مقدس ایران گردیده است. شب واقعه تریلوژی عارف توسط انتشارات امیرکبیر است و توسط کارگردانانی از جمله توحید معصومی و محمدرضا پشنگیان اجرا شده است. این نمایش به کارگردانی محمد نجاری به عنوان نمایش برگزیده جشنوارهٔ سراسری تئاتر دینی برگزیده شد. تله تئاتر شب واقعه توسط توحید معصومی کارگردانی شده و طی سال‌های ۱۳۸۵ تاکنون در شبکه‌های داخلی و خارجی ایران و مستند پخش گردیده است. عارف در واحد الکترونیکی دانشگاه آزاد اسلامی به تدریس دروس فیلمنامه و نمایشنامه نویسی مشغول است.
1. کمیجان سرزمین شگفت‌انگیز تات‌ها و مادها.[۳][۴] نویسنده در این کتاب به بررسی آیین و رسوم سنتی شهرستان کمیجان می‌پردازد[۵] و «تئاتر» و «فرهنگ عامه» این شهر را از دید «انسان‌شناسی آیینی» مورد بررسی قرار داده است.[۶]
2. باران و بوران[۷][۸][۹] این کتاب، مجموعه‌ای شامل ۲۵ متن طنزآمیز است که به لهجهٔ کازرونی نوشته شده است. داستان‌های این کتاب مربوط‌به زمان جنگ ایران و عراق است.[۱۰]
3. درخت گیان. آیین‌های نمایشی بومی قوم ارمن در ارمنستان.[۱۱] نویسنده در کتاب درخت گیان به مطالعه و بررسی آیین و رسوم قوم ارمن از هزارهٔ سوم میلاد تا کنون می‌پردازد.[۱۲]
4. کتاب شور شیرین. نمایشنامه. انتشارات نویسنده. سال ۱۳۸۲
5. کتاب جریره. نمایشنامه. انتشارات نویسنده سال ۱۳۸۲
6. کتاب خاک خنده ریز[۱۳]
7. کتاب شب واقعه. تریلوژی نمایشنامه‌ای. انتشارات امیرکبیر تهران. چاپ سوم[۱۴][۱۵]
8. کتاب حبیب: انسان‌شناسی دفاع مقدس[۱۶] این کتاب از انتشارات طهوری منتشر شد. موضوع اصلی کتاب تحلیل یکی از شخصیت‌های دفاع مقدس با استفاده از نظریه‌های کارکردگرایی و نظریه تفسیرگرایی نمادین کلیفورد گیرتز بوده است.[۱۷]

### مقالات
1. ریخت‌شناسی رمزها و نمادآواهای بومی در نمایشنامه «پنجره‌ای بر بادها» با رویکرد انسان‌شناسی تفسیری (مقاله علمی وزارت علوم)
2. بررسی تحلیلی و خاستگاه‌شناسی بُرگِ/ ماسک‌های نمادین در فرهنگ و ادبیات کهن ایران (مقاله علمی وزارت علوم)
3. بررسی تطبیقی نمادها و نشانه‌های بصری در نمایشنامه «مرگ یزدگرد» بهرام بیضایی با فیلمنامه «ماهی و گربه» شهرام مکری (مقاله علمی وزارت علوم)
4. مطالعه نشانه‌شناسی جنسیت زن در نقوش سنگ قبرهای استان گلستان (مقاله علمی وزارت علوم)
5. بررسی و تحلیل جایگاه زن و نمادهایی با رویکرد مؤنث در علامت‌های عاشورایی ایران از دوران صفویه تا کنون (مقاله علمی وزارت علوم)
6. مطالعه تطبیقی اساطیر ترکیبی پیکرگردانی در نمایشنامه‌های بهرام بیضایی بر مبنای نظریه بیش متنیت ژراژ ژنت (مقاله علمی وزارت علوم)
7. بررسی مبانی معرفت شناسانه «غربت آگاهی» اشراقی و تبیین لوازم زیبایی شناسانه آن (مقاله علمی وزارت علوم)
8. کشف اندیشه انیمیشن هزار و پانصد ساله ایرانی در تابلو سنگی شکار گراز- تاق بستان کرمانشاه ایران (مقاله علمی وزارت علوم)
9. بررسی تحلیلی و خاستگاه شناختی آیین نمایشی بومی وارداوار (آب پاشان) در فرهنگ قوم آرمن (مقاله علمی وزارت علوم)
10. ریخت نگاری آیین‌های نمایشی بومی مردم کمیجان با نگرشی ویژه بر کهن الگوی بلاگردانی (مقاله علمی وزارت علوم)

## فعالیت‌ها
- عضو شورای عالی شانزدهمین جشنوارهٔ بین‌المللی تئاتر مقاومت[۱۸][۱۹]
- عضویت در هیئت تحریریه فصلنامه علمی تخصصی جستارنامه فرهنگ و هنر اسلامی[۲۰]

## جوایز و افتخارات
محمد عارف جوایزی را از جشنواره‌های مختلف دریافت کرد که عبارتند از:
1. دریافت کننده تندیس برجسته پژوهش‌گر برتر هنر و معماری دانشگاه‌های ایران. به امضا وزیر علوم ایران. تالار دانشگاه شهید بهشتی. ۱۳۹۱[۲۱]
2. دریافت کننده نشان افتخار یک عمر تلاش هنری از معاون هنری وزارت فرهنگ و ارشاد اسلامی ایران. ۱۳۹۲
3. دریافت کننده تندیس بلورین مقام اول پژوهش‌گری برتر هنر و معماری دانشگاه‌های آزاد اسلامی کشور. (۱۳۹۱)[۲۲][۲۳]
4. دریافت کننده تندیس بلورین جایزهٔ دوم نمایشنامه‌نویسی دینی استادان دانشگاه‌های کشور، نام اثر: شب واقعه (۱۳۷۹)
5. دریافت هجده جایزه اول نمایشنامه‌نویسی در جشنوارهٔ تئاتر دانشگاه‌ها و استان‌های کشور (۱۳۷۲ تا ۱۳۸۳)[۲۴]
6. باران و بوران کتاب تألیفی برتر استان مرکزی[۲۵][۲۶]